# Carapoia fowleri
Carapoia fowleri is een spinnensoort uit de familie trilspinnen (Pholcidae). De soort komt voor in Guyana en Brazilië. 